# Stephan Volkert
Stephan Volkert, nemški veslač, * 7. avgust 1971, Köln.
Volkert je za Nemčijo nastopil na Poletnih olimpijskih igrah 1992, 1996, 2000 ter 2004.
Na igrah v Barceloni in Atlanti je v dvojnem četvercu osvojil zlato, v Sydneyju pa bronasto medaljo.